# Neoalcis californiaria
Neoalcis californiaria là một loài bướm đêm trong họ Geometridae.